# Warschauer Rabbinerschule
Die Warschauer Rabbinerschule war eine Mittelschule für jüdische männliche Jugend. Sie wurde 1826 aufgrund des Zarenerlasses vom 1. Juli 1825 gegründet und bestand bis zum Schuljahr 1860/1861. 
In vier Schuljahren gab es Unterricht in folgenden Schulfächern: Altes Testament, Midrasch (Kommentare zur Heiligen Schrift), Talmud, Allgemeine Geschichte, Geschichte Polens, Mathematik, Geographie, hebräische, polnische, deutsche und französische Sprachen
Es gab auch Vorbereitungsklassen mit dem Volksschulprogramm.
Nur wenige Absolventen widmeten sich dem Beruf eines Rabbiners. Für sie war ein Ergänzungsunterricht vorgesehen. Die meisten Absolventen bildeten die fortschrittliche jüdische Elite Warschaus: Unternehmer, Kaufleute, Wissenschaftler, Journalisten, Künstler und Kunstmäzene. 
Das von der Regierung Kongresspolens berufene Gründungskomitee bestand aus drei Polen, darunter Stefan Witwicki. 
Die Rabbinerschule leitete seit ihrer Gründung bis 1852 Antoni Eisenbaum, danach bis zur Schließung 1862 Jakub Tugendhold. 
Als Lehrer waren Juden und Christen tätig.
Im ersten Schuljahr gab er nur 25 Schüler, aber zwanzig Jahre später schon 260 Schüler. Insgesamt absolvierten die Rabbinerschule etwa eintausend Juden. Einige Schüler, wie Stanisław Hernisz, nahmen am Novemberaufstand 1831 teil. 